# Geiersnest-Ost
Geiersnest-Ost – obszar wolny administracyjnie (gemeindefreies Gebiet) w Niemczech w kraju związkowym Bawaria, w rejencji Dolna Frankonia, w regionie Main-Rhön, w powiecie Bad Kissingen. Teren jest niezamieszkany.